# Сен-Жан-де-Бурне
Сен-Жан-де-Бурне (фр. Saint-Jean-de-Bournay) — коммуна во Франции, находится в регионе Рона — Альпы. Департамент коммуны — Изер. Входит в состав кантона Л’Иль-д’Або. Округ коммуны — Вьенн.
Код INSEE коммуны — 38399. Население коммуны на 2012 год составляло 4473 человека. Населённый пункт находится на высоте от 345  до 511  метров над уровнем моря. Муниципалитет расположен на расстоянии около 430 км юго-восточнее Парижа, 37 км юго-восточнее Лиона, 60 км северо-западнее Гренобля. Мэр коммуны — M. Daniel Cheminel, мандат действует на протяжении 2014—2020 гг.
Динамика населения (INSEE):